# 佐世保市立山澄中学校
佐世保市立山澄中学校（させぼしりつ やまずみちゅうがっこう, Sasebo City Yamazumi Junior High School）は、長崎県佐世保市須田尾町にある公立中学校。烏帽子岳の中腹、市街地を望む高台に位置する。生徒会活動が活発（2021年度のスローガンは『切磋琢磨』～No School　No Life~）。

## 沿革
- 1947年（昭和22年）
  - 4月1日 - 学制改革により、「佐世保市立山澄中学校」（新制中学校、現校名）が設立。
  - 4月16日 - 福石町元福石工員宿舎を校舎にして開校。
- 1948年（昭和23年）5月1日 - 長崎県立佐世保第二高等学校[1]校舎に移転。校舎を共用。
- 1949年（昭和24年）4月11日 - 長崎県立佐世保南高等学校白南風校舎講堂下6教室を借り受け、分校室を設置。
- 1950年（昭和25年）10月16日 - 須田尾町に新校舎が完成。
- 2021年 外壁工事中。

## 学区
学区については次の地域である。
- 福石町、若葉町、潮見町、山祇町、須田尾町、峰坂町、三浦町（一部を除く）、白南風町、木風町、藤原町、稲荷町（一部を除く）、干尽町の一部、白木町の一部

## 周辺
- JR九州・松浦鉄道（MR）佐世保駅
- 佐世保市立白南風小学校
- 佐世保市立木風小学校
- 佐世保市立潮見小学校
- 佐世保警察署須田尾交番

## 卒業生
- 深見利佐子 - 柔道選手（タイ代表）、2018年アジア大会52kg級銅メダル、2020東京オリンピック柔道52kg級出場[2]
- 古川秀一 - 元プロ野球選手[3]
- 椋本啓子 - 元体操選手[4]
- 中山省吾 - タレント。元ポカスカジャンのメンバー